# Jean de Foix-Candale
Pour les articles homonymes, voir de Foix et Candale.
Jean de Foix-Candale (né après 1410 – 1485, en l'église de Castelnau-de-Médoc) est un comte de Benauges, comte de Kendal (en anglais : earl of Kendal, francisé en « comte de Candale »), vicomte de Castillon et de Meilles, captal de Buch et chevalier de l'Ordre de la Jarretière. 

## Biographie
Jean de Foix est le fils de Gaston Ier de Foix-Grailly (fils cadet d'Archambaud de Grailly et de Isabelle de Foix-Castelbon, comtesse de Foix) et de Marguerite d'Albret, fille d'Arnaud-Amanieu d'Albret. Au service des Anglais, et en particulier de John Talbot, chargé par le roi Henri VI d'Angleterre de reprendre Bordeaux, il est fait prisonnier par les Français lors de la bataille de Castillon le 17 juillet 1453.
Le roi de France Charles VII envoie le prisonnier au château de Taillebourg où il est retenu prisonnier par Olivier de Coëtivy, sénéchal de Guyenne, avec qui il négocie le montant de sa rançon (qui doit pour partie servir à acquitter le solde de la rançon due par Olivier de Coëtivy qui avait lui-même été fait prisonnier par les Anglais précédemment) ; il est remis en liberté le 30 janvier 1460 après s'être engagé à payer une rançon de 23 850 écus.
Lors de la mort de Charles VII le 22 juillet 1461, Jean de Foix-Candale doit encore à Olivier de Coëtivy 18 000 écus, mais le nouveau roi de France Louis XI, qui « est animé d'une haine profonde contre tous ceux qui avaient servi son père » oblige Olivier de Coëtivy à se dessaisir de toutes les dettes reconnues par Jean, ce dernier gagnant les faveurs du nouveau roi.  En 1463 Louis XI ayant annexé le Roussillon il est nommé lieutenant du roi et 1er gouverneur de la province le 14 juin 1463. Jean de Foix-Candale meurt après le 5 décembre 1485 .

## Union et postérité
Jean de Foix-Candale avait épousé en 1446 Marguerite Kerdeston, comtesse de Kendal, nièce de William de la Pole, duc de Suffolk.
- Gaston II de Foix-Candale
- Jean de Foix (mort en 1521), comte de Gurson, de Fleix, de Meilles, épouse en  1507 Anne de Villeneuve (d. 1567).
- Catherine de Foix (morte en 1510), épouse en 1468 Charles Ier d'Armagnac.
- Marguerite de Foix-Candale (1473-1536), épouse en 1492 Ludovic II de Saluces.
- (probablement un enfant naturel, selon le Père Anselme : François de Candale, baron de Doazit et du Lau ; voir à l'article Gaston II).